# Tha Carter
Tha Carter är det fjärde studioalbumet av den amerikanska rapparen Lil Wayne, släppt den 29 juni 2004 på Cash Money Records. Albumet har fått två efterföljare, Tha Carter II och Tha Carter III. Ett fjärde album i serien är planerat, Tha Carter IV.
Tre singlar har släppts från albumet. Dessa är "Bring It Back", "Go D.J." och "Earthquake".
En screw-version av albumet har släppts av Michael 5000 Watts. Det finns även en redigerad version av albumet där texter med sex och droger censurerats.

## Låtlista
| Nr | Titel                     | Producent(er)               | Tid  | Gästartist(er) |
| -- | ------------------------- | --------------------------- | ---- | -------------- |
| 1  | "Walk In"                 | The Architects              | 3:04 |                |
| 2  | "Go D.J."                 | Mannie Fresh                | 4:49 | Mannie Fresh   |
| 3  | "This Is the Carter"      | Mannie Fresh                | 4:36 | Mannie Fresh   |
| 4  | "BM J.R."                 | Big Tymers                  | 4:58 |                |
| 5  | "On the Block #1"         |                             | 0:18 |                |
| 6  | "I Miss My Dawgs"         | Mannie Fresh and Raj Smoove | 4:35 | Reel           |
| 7  | "We Don't"                | Leslie Brathwaite           | 4:09 | Birdman        |
| 8  | "On My Own"               | Mannie Fresh                | 4:28 | Reel           |
| 9  | "Tha Heat"                | Raj Smoove                  | 4:36 |                |
| 10 | "Cash Money Millionaires" | Mannie Fresh                | 4:42 |                |
| 11 | "Inside"                  | The Architects              | 1:30 |                |
| 12 | "Bring It Back"           | Mannie Fresh                | 4:21 | Mannie Fresh   |
| 13 | "Who Wanna"               | Raj Smoove                  | 4:32 |                |
| 14 | "On the Block #2"         |                             | 0:23 |                |
| 15 | "Get Down"                | Mannie Fresh                | 4:32 | Birdman        |
| 16 | "Snitch"                  | Mannie Fresh                | 3:55 |                |
| 17 | "Hoes"                    | Mannie Fresh                | 4:32 | Mannie Fresh   |
| 18 | "Only Way"                | Mannie Fresh                | 4:33 | Birdman        |
| 19 | "Earthquake"              | Mannie Fresh                | 5:16 | Jazze Pha      |
| 20 | "Ain't That a Bitch"      | Mannie Fresh                | 4:17 |                |
| 21 | "Walk Out"                | The Architects              | 1:08 |                |

## Singlar
- "Bring It Back"

Släppt: 10 april 2004 
- "Go D.J."

Släppt: 7 oktober 2004 
- "Earthquake"

Släppt:16 november 2004 

## Listplaceringar
| Lista                  | List- position |
| ---------------------- | -------------- |
| USA Billboard Hot 100  | 5              |
| Top R&B/Hip-Hop Albums | 2              |

## Recensioner
Allmusic gav albumet 3 av 5 stjärnor.
RapReviews.com gav albumet 7 1/2 stjärnor av 10 möjliga.
Tidningen Rolling Stone gav albumet 3 av 5 stjärnor.